# جيم سيمبسون
جيم سيمبسون (بالإنجليزية: Jim Simpson)‏ هو سياسي أسترالي، ولد في 22 يناير 1905 في المملكة المتحدة، وتوفي في 10 ديسمبر 1968 في سيدني في أستراليا. حزبياً، نشط في حزب العمال الأسترالي. وقد انتخب عضو الجمعية التشريعية نيو ساوث ويلز.